# Produs de fisiune
Produșii (fragmentele) de fisune sunt speciile nucleare care se obțin în urma procesului de fisiune, (spontană sau indusă). La fisiunea unui nucleu greu se obțin două sau mai multe nuclee mai mici, numite produși de fisiune și un număr oarecare de particule individuale (în special neutroni). Neutronii eliberați în urma procesului de fisiune au energia maximă de peste 10 MeV, iar energia medie de 2 MeV. 
Nucleele produșilor de fisiune sunt instabile (radioactive) stabilizarea lor făcându-se în principal prin emisie de particule β și radiații γ, cu energii de câțiva MeV.
În cazul fisiunii 235U, la bombardarea cu neutroni termici rezultă nuclee intermediare de 236U extrem de instabile, care se rup în două (rareori trei) fragmente de fisiune. De aceea, randamentul de formare a fragmentelor de fisiune este 200%.
{\displaystyle _{0}^{1}n_{th}^{}+_{92}^{235}U\to _{92}^{236}U^{*}\to _{56}^{144}Ba+_{36}^{89}Kr+3_{0}^{1}n_{rapid}^{}}
Produșii de fisiune nu sunt identici și prezentă însă o anumită probabilitate de formare. Numeroși produși de fisiune primari produși în reactorul nuclear au un timp de viață scurt, majoritatea dezintegrându-se și trecând în nuclee stabile, capăt de serie. Marea majoritate a acestor radionuclizi dispar într-un interval de timp relativ scurt, dar apar și nuclizi precum 137Cs sau 90Sr, care pot crea probleme de mediu.